# Джазовый стандарт
Джазовый стандарт (англ. jazz standard), неформально эвергрин (англ. evergreen) — музыкальное сочинение как часть общеизвестного джазового репертуара. Джазовый стандарт — чаще всего популярная песня, реже инструментальная пьеса — используется джазменом как основа для индивидуальной или ансамблевой обработки, в условиях спонтанного музицирования либо в студии звукозаписи.
Количество джазовых стандартов точно не установлено. Основной массив песен, ставших джазовыми стандартами, фигурирует в «Великом американском песеннике». Одним из последних добавлений к классическому джазовому репертуару стали бразильские босса-новы А. К. Жобина.

## Общая характеристика
Джазовый стандарт реализуется музыкантом-солистом или джазовым ансамблем (при спонтанном ансамблевом музицировании музыкальную пьесу-прототип должны знать все участники ансамбля). В ходе обработки джазмен варьирует (обычно в сторону усложнения) не только мелодию, но и гармонию, ритм, фактуру и другие элементы пьесы-прототипа, которые он индивидуально выделяет как наиболее характерные. В некоторых случаях при обработке тема может вовсе не звучать, а джазовый стандарт опознаётся знатоками и ценителями джаза по характерным гармониям, фактурным оборотам (например, basso ostinato), ритмическому рисунку и т. п.
Большинство джазовых стандартов — популярные песни 1920-х — 1940-х годов, выпущенные нью-йоркскими издательствами Tin Pan Alley, песни из бродвейских мюзиклов, из голливудских и (реже) европейских кинофильмов. Те же популярные песни использовались и «по прямому назначению» — они исполнялись эстрадными певцами без какой-либо джазовой обработки. Наиболее репертуарные песни такого рода в традиционной поп-музыке получили название «поп-стандартов». Некоторые ходовые джазовые стандарты создавались как инструментальные пьесы (Misty, Night in Tunisia, Take the A train, ’Round Midnight etc.) джазменами. Позднее для повышения коммерческой привлекательности они были подтекстованы, при этом подтекстовка не изменила характер мелодики и джазовой гармонии, заложенный в инструментальном оригинале. Известны также джазовые стандарты, которые пришли из академической музыки, латиноамериканской босса-новы, музыки популярных групп (например, «Битлз»).
Знать наиболее ходовые стандарты считается в среде джазменов обязательным. Издаются специальные сборники стандартов, так называемые jazzbooks и realbooks. Такие сборники содержат обычно лишь тему (на жаргоне музыкантов — «нитку») и аккордовую цифровку, а полная реализация пьесы отдаётся на откуп импровизирующим музыкантам.
Ниже следуют избранные джазовые стандарты в хронологическом порядке (указаны только композиторы, поскольку стихи не являются предметом джазовой обработки).

## Стандарты 1910-х годов
- St. Louis Blues (Уильям Кристофер Хэнди, 1914)
- Indiana (Джеймс Хэнли и Баллард МакДональд, 1917)
- After You’ve Gone (Тёрнер Лайтон, 1918)

## Стандарты 1920-х годов
- King Porter Stomp (Джелли Ролл Мортон, 1923)
- Oh, Lady Be Good![англ.] (Джордж Гершвин, 1924)
- The Man I Love[англ.] (Джордж Гершвин, 1924)
- Tea for Two (Винсент Юманс, 1924)
- Sweet Georgia Brown (Бен Берни и Масео Пинкард, 1925)
- Honeysuckle Rose (Фэтс Уоллер, 1929)
- Stardust (Хоги Кармайкл, 1929)
- What Is This Thing Called Love? (Кол Портер, 1929)

## Стандарты 1930-х годов
- I Got Rhythm (Джордж Гершвин, 1930)
- Body and Soul (Джонни Грин, 1930)
- Night and Day (Коул Портер, 1932)
- I Can’t Get Started (with You) (Вернон Дюк, 1935)
- Summertime (Джордж Гершвин, 1935)
- Caravan (Дюк Эллингтон и Хуан Тизол, 1936)
- My Funny Valentine (Ричард Роджерс, 1937)
- All the Things You Are (Джером Керн, 1939)
- Take the «A» Train (Билли Стрейхорн, 1939)

## Стандарты 1940-х годов
- How High the Moon (Морган Льюис, 1940)
- Lover Man (Oh, Where Can You Be) (Джимми Дейвис и Роджер Рамирес, 1942)
- Night in Tunisia (Диззи Гиллеспи, 1942)
- ’Round Midnight (Телониус Монк, 1944)
- Stella by Starlight (Виктор Янг, 1946)
- Les Feuilles mortes (Жозеф Косма, 1947)
- The Night Has A Thousand Eyes (Джерри Брайнин, 1948)

## Стандарты 1950-х годов
- Lullaby of Birdland (Дж. Ширинг, 1952)
- Here’s That Rainy Day (Джимми ван Хьюзен, 1953)
- My One and Only Love (Гай Вуд, 1953)
- Misty (Эрролл Гарнер, 1954)
- Satin Doll (Дюк Эллингтон и Билли Стрейхорн, 1958)
- Take Five (Пол Дезмонд, 1959)
- Дезафинадо (А. К. Жобин, 1959)

## Стандарты 1960-х годов
- Корковаду (А. К. Жобин, 1960)
- Девушка из Ипанемы (А. К. Жобин, 1962)